# ARM Cortex-A

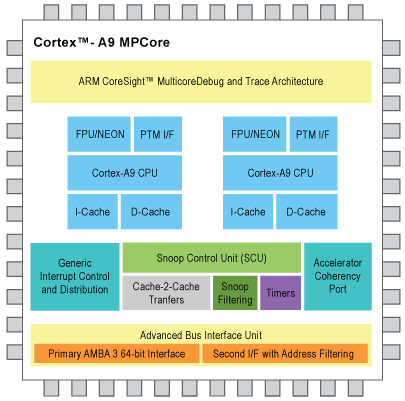
Fig.1 Esquema de blocs del nucli Cortex-A9

ARM Cortex-A és un grup de processadors del tipus RISC de 32 i 64 bits llicenciats per l'empresa ARM Holdings. Cortex-A estan optimitzats per a executar aplicacions (-A) d'usuari. Els nuclis poden ser de 32 o 64 bits.

## Història
| Anunci nuclis de 32 bits | Anunci nuclis de 32 bits | Anunci nuclis de 32 bits |
| Any                      | Nucli                    | Arquitectura             |
| ------------------------ | ------------------------ | ------------------------ |
| 2005                     | Cortex-A8                | ARMv7-A                  |
| 2007                     | Cortex-A9                | ARMv7-A                  |
| 2009                     | Cortex-A5                | ARMv7-A                  |
| 2010                     | Cortex-A15               | ARMv7-A                  |
| 2011                     | Cortex-A7                | ARMv7-A                  |
| 2013                     | Cortex-A12               | ARMv7-A                  |
| 2014                     | Cortex-A17               | ARMv7-A                  |
| 2016                     | Cortex-A32               | ARMv8-A                  |

| Anunci nuclis de 64 bits | Anunci nuclis de 64 bits | Anunci nuclis de 64 bits |
| Any                      | Nucli                    | Arquitectura             |
| ------------------------ | ------------------------ | ------------------------ |
| 2012                     | Cortex-A53               | ARMv8-A                  |
| 2012                     | Cortex-A57               | ARMv8-A                  |
| 2015                     | Cortex-A72               | ARMv8-A                  |
| 2015                     | Cortex-A35               | ARMv8-A                  |
| 2016                     | Cortex-A73               | ARMv8-A                  |
| 2017                     | Cortex-A55               | ARMv8-A                  |
| 2017                     | Cortex-A75               | ARMv8-A                  |

## Processadors ARMv7-A
| Fabricant | Nucli      | Pipeline | big.LITTLE | Tecnologia de procés | Memòria (Inst.+dades) cache L0,L1,L2 | Nuclis        |
| --------- | ---------- | -------- | ---------- | -------------------- | ------------------------------------ | ------------- |
| ARM       | Cortex-A5  | 8        | No         | 40/28 nm             | ,4-64KB/nucli,                       | 1, 2, 4       |
| ARM       | Cortex-A7  | 8        | Little     | 40/28 nm             | ,8-64KB/nucli,-1MB                   | 1, 2, 4, 8    |
| ARM       | Cortex-A8  | 13       | No         | 65/55/45 nm          | ,32KB+32KB,512KB                     | 1             |
| ARM       | Cortex-A9  | 8-11     | No         | 65/45/40/32/28 nm    | ,32KB+32KB,1MB                       | 1, 2, 4       |
| ARM       | Cortex-A12 | 11       | big        | 28nm                 | ,32KB+32KB,-8MB                      | 1, 2, 4       |
| ARM       | Cortex-A15 | 15/17-25 | big        | 32/28/20 nm          | ,32KB+32KB,-8MB                      | 2, 4, 8 (4×2) |
| ARM       | Cortex-A17 | 11+      | No         | 28nm                 | ,32KB+32KB,-512KB                    | fins a 4      |
| Qualcomm  | Scorpion   | 10       | No         | 65/45 nm             | ,32KB+32KB,-512KB                    | 1, 2          |
| Qualcomm  | Karait     | 11       | No         | 28 nm                | 4KB+4KB,16KB+16KB,-2MB               | 2, 4          |
| Apple     | A6         | 12       | No         | 32 nm                | ,32KB+32KB,1MB                       | 2             |

## Processadors ARMv8-A
| Fabricant    | Nucli           | Pipeline | big.LITTLE | Tecnologia de procés (nm) | Memòria cache L1,L2,L3        | Nuclis              |
| ------------ | --------------- | -------- | ---------- | ------------------------- | ----------------------------- | ------------------- |
| ARM          | Cortex-A32      |          | Little     | 28                        | 8-32KB+8-32KB,0-1MB,          | 1-4+                |
| ARM          | Cortex-A35      | 8        | Little     | 28 / 16 / 14              | 8-64KB+8-64KB,0-1MB,          | 1–4+                |
| ARM          | Cortex-A53      | 8        | big/Little | 28 / 20 / 16 / 14         | 8-64KB+8-64KB,0-2MB,          | 1–4+                |
| ARM          | Cortex-A55      | 8        | big/Little | 28 / 20 / 16 / 14/ 10     | 16-64KB+16-64KB,0-256KB,0-4MB | 1–8+                |
| ARM          | Cortex-A57      | 15       | big        | 28 / 20 / 16 / 14         | 48-32KB,0,5-2MB,              | 1–4+                |
| ARM          | Cortex-A72      | 15       | big        | 28 / 16                   | 48-32KB,0,5-4MB,              | 1–4+                |
| ARM          | Cortex-A73      | 11-12    | big        | 28 / 16 / 10              | 48-32KB,0,5-2MB,              | 1–4+                |
| ARM          | Cortex-A75      | 11-13    | big        | 28 / 16 / 10              | 64-64KB,1-8MB,                | 1–8+                |
| Apple        | Cyclon (A7)     | 16       | No         | 28                        | 64-64KB,256-512KB,-4MB        | 2                   |
| Apple        | Typhonn (A8)    | 16       | No         | 20                        | 64-64KB,1MKB,4MB              | 2, 3 (A8X)          |
| Apple        | Twister (A9)    | 16       | No         | 16 / 14                   | 64-64KB,1MKB,4MB              | 2                   |
| Apple        | Hurricane (A10) | 16       | big/Little | 16 (A10), 10 (A10X)       | 64-64KB,3MKB,4MB              | 2 + 2× Zephyr 3 + 3 |
| Apple        | Monsoon (A11)   | 16       | big/Little | 10                        | 128-64KB,2MKB,                | 2 + 4× Mistral      |
| Nvidia       | Denver          | 13       | No         | 28                        | 128-64KB,2MKB,                | 2                   |
| Nvidia       | Denver 2        | 13       | No         | 16                        | 128-64KB,2MKB,                | 2                   |
| Cavium       | ThunderX        |          |            | 28                        | 128-64KB,16MKB,               | 8–16, 24–48         |
| Cavium       | ThunderX2       |          |            | 16                        | 32+32KB,256KB,1MKB            | 54                  |
| AppliedMicro | Helix           |          |            | 40 / 28                   | 32+32KB,256KB,8MKB            | 2, 4, 8             |
| AppliedMicro | X-Gene          | 15       |            | 40                        | 32+32KB,256KB,8MKB            | 8                   |
| AppliedMicro | X-Gene2         | 15       |            | 28                        | 32+32KB,256KB,-2MKB           | 8                   |
| AppliedMicro | X-Gene3         |          |            | 16                        | ,,32MB                        | 32                  |
| Qualcomm     | Kryo            |          | big/Little | 14 / 10                   | 32+32KB,-2MKB,                | 2, 4                |
| Qualcomm     | Falkor          | 10-15    |            | 10                        | 88+32KB,500KKB,1.25MB         | 40-48               |
| Samsung      | Mongoose        | 15-17    | big        | 14 / 10                   | 64+32KB,2MKB,                 | 4                   |